# پاناگیا تو آراکا

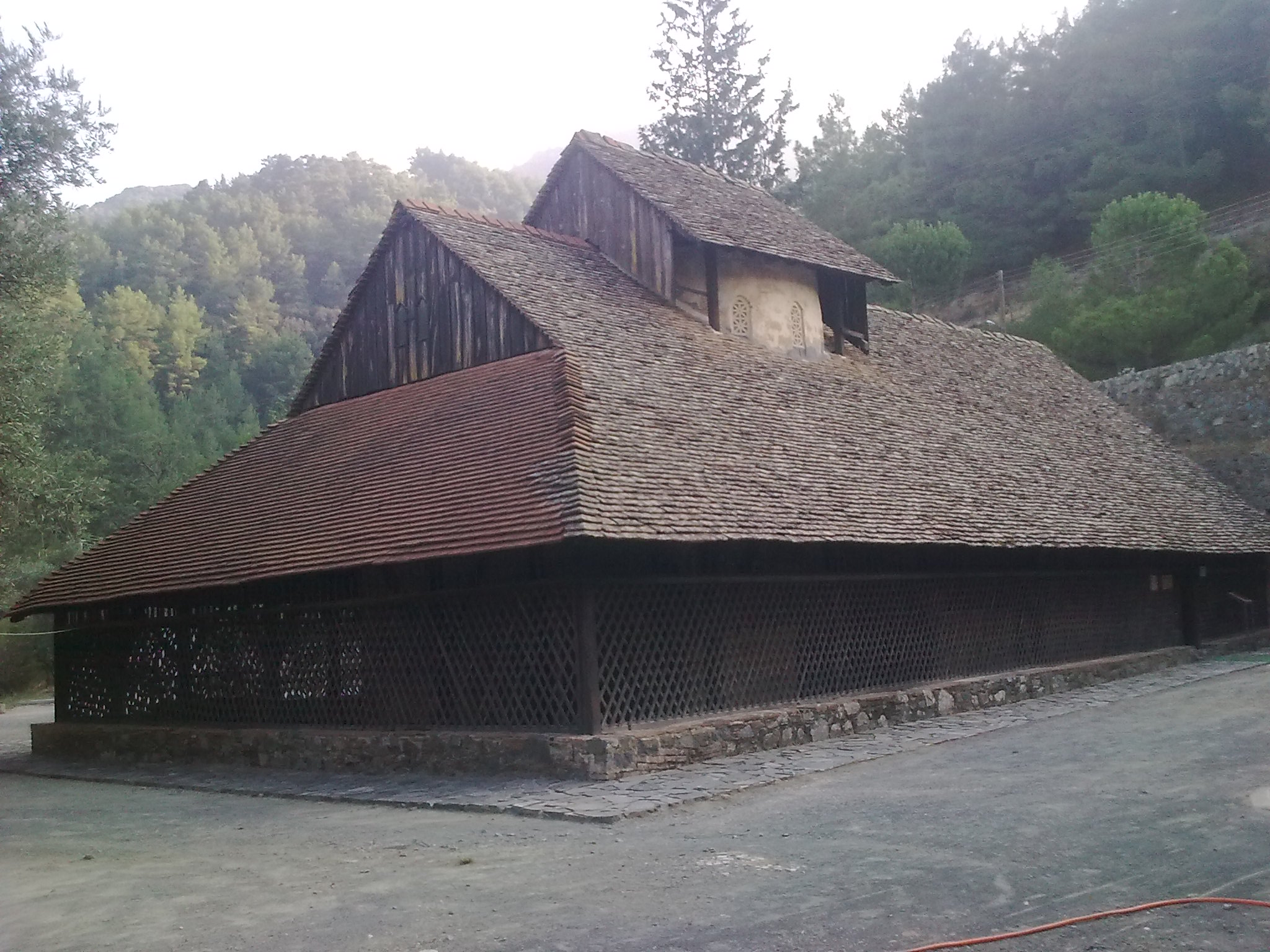
پاناگیا تو آراکا

پاناگیا تو آراکا یا آراکوس (یونانی: Παναγία του Άρακα or Άρακος) یک کلیسای ارتدکس شرقی بیزانسی واقع‌شده در قبرس است. این کلیسا یکی از شناخته‌شده‌ترین و سالم‌ترین کلیساهای بیزانسی میانه با نقاشی دیواری است. این کلیسا یکی از ده کلیساهای نقاشی‌شده در منطقه ترودوس است، که در سال ۱۹۸۵ به دلیل نقاشی‌های دیواری برجسته و گواهی تاریخ فرمانروایی بیزانسی در قبرس، به عنوان میراث جهانی یونسکو ثبت شدند.

## تاریخ
این کلیسا در نزدیکی روستای لاگودرا، قبرس واقع شده‌است. این کلیسا مانند سایر کلیساهای این منطقه به نام یک گل وحشی به نام ماشک نامگذاری شده‌است. این در بالای دامنه‌های شمال شرقی ماداری، دومین قلهٔ مرتفع کوهستان ترودوز ساخته شده‌است. تاریخ و شرایط تقدیس کلیسا نامشخص است، اما با توجه به قرار گرفتن آن در بین روستاهای لاگودرا و سراندی، فرض بر این است که این کلیسا به صورت خصوصی یا صومعه بوده‌است، زیرا دور از روستاها قرار داشته‌است.
بیشتر تاریخ کلیسا در نقاشی‌های دیواری آن ضبط شده‌است. با توجه به سنگ‌نوشته در سنگ سردر شمالی کلیسا، ساخت آن در دسامبر ۱۱۹۲ کامل شد و توسط یک راهب به نام تئودور آسپسودیس انجام شد.